# Македоникон (кино в Солун)
„Македоникон“ (на гръцки: «Μακεδονικόν») е кино в град Солун, Гърция.

## Местоположение
Киното е разположено на пресечката на солунските улици „Димитриос Маргаритис“ № 5 и „Филики Етерия“ № 24.

## История
Сградата на киното е построена в 1930 година по проект на архитект Георгиос Манусос. Работи като кино от 1951 година. От около 1980-те години е частна собственост на Г. Рапос. В 2016 година зданието е обявено за защитен паметник.

## Архитектура
В архитектурно отношение сградата е със строга геометрия с елкелктични и модернистични елементи. Има декоративни елементи от различни препратки - ар деко, детайли с елинистичен характер като меандри, арки и други. Вътрешността на сградата е решена с дизайн с внушителни структурни елементи и композиции - линейни отвори по цялата височина на сградата над приземния етаж, хоризонтални капандури, масивни колони с издигнати краища, които обграждат централната част на всяко лице.